# Abra del Picacho
Abra del Picacho es una pequeña localidad de Bolivia, ubicada en los valles interandinos al centro del país. Administrativamente se encuentra en el municipio de Pucará de la provincia de Vallegrande en el oeste del departamento de Santa Cruz. Es famosa por se parte de la ruta del Che, se encuentra a situada a una altitud de 2301 m s. n. m., su economía se basa principalmente en la agricultura y la ganadería.
Tiene una población de 74 personas, según el censo del año 2001.